# Верхний Акбаш
Ве́рхний Акба́ш (кабард.-черк. Астэмрей) — село в Терском районе Кабардино-Балкарской Республики.
Административный центр муниципального образования «Сельское поселение Верхний Акбаш».

## География
Селение расположено в южной части Терского района, в 9 км к юго-востоку от районного центра Терек и в 65 км к востоку от города Нальчик.
Граничит с землями населённых пунктов: Заводское на севере, Инаркой и Верхний Курп на востоке, Белоглинское и Дейское на западе.
Населённый пункт расположен на наклонной Кабардинской равнине, в переходной от предгорной в равнинную, зоне республики. Средние высоты на территории муниципального образования составляют 281 метров над уровнем моря. Рельеф местности представляют собой в основном наклонную предгорную равнину. К югу и востоку от села тянутся бугристые возвышенности.
Гидрографическая сеть на территории населённого пункта представлена родниковыми ручками Чёрная речка и Кхобана, протекающие вдоль западной окраины села и Акбашским каналом, проходящий через центр села.
Климат влажный умеренный с тёплым летом и прохладной зимой. Среднегодовая температура воздуха составляет около +10,5°С, и колеблется от средних +22,5°С в июле, до средних −2,0°С в январе. Минимальные температуры зимой крайне редко отпускаются ниже −10°С, летом максимальные температуры достигают +35°С. Среднегодовое количество осадков составляет около 650 мм. Основная часть осадков выпадает в период с апреля по июнь. Основные ветры — восточные и северо-западные.

## История
До второй четверти XIX века на территории современного села находился родовой аул князей Тлостановых, являвшихся одними из властителей Малой Кабарды. После падения и окончательного присоединения Кабарды к Российской империи в 1825 году, Тлостановы переселились за Кубань, чтобы там с другими адыгами продолжить войну против царских войск, а аул был заброшен.
В 1885 году сюда переселился вуорк Гудаберд Астемиров со своими людьми. Этот год официально и считается датой основания современного села.
В трудах В. Бесланеева, С. Бейтуганова, Дж. Кокова, А. Мусукаева и других историков имеется достаточно информации о Малой Кабарде, и в частности об ауле Астемирова. Но эти документы и факты разбросаны, и порой их трудно найти.
В первой половине XIX века, Астемирово находилось у впадения реки Курп в Терек («Объяснения к карте С. Чичагова»).
На карте расселения кабардинцев от 1842 года обозначено, что у правого берега реки Курп расположены аулы: князя Бекович-Черкасского и дворян Хапцева, Астемирова, Инарокова.
В 1863 году по решению царской комиссии, с купленных у князей Бекович-Черкасских землях были выселены (с правого берега реки Курп на левый) аулы — Хапцево, Азапшево, Инароково, Астемирово и другие.
В 1885 году аул Гудаберда Астемирова переселяется на своё нынешнее место, чуть выше другого аула Астемировых (ныне Нижний Акбаш) и записано в русских документах как аул Верхнее Астемирово.
В 1920 году с окончательным установлением советской власти в Кабарде, решением ревкома Нальчикского округа все кабардинские поселения были переименованы, из-за присутствия в их названиях княжеских и дворянских фамилий. В результате селение Астемирово получило своё новое название — Верхний Акбаш.
В 1928 году была построена Акбашская ГЭС, вошедшая в историю как один из объектов плана ГОЭЛРО, подписанного Лениным.
Во время Великой Отечественной войны в конце 1942 года, село было оккупировано немецкими войсками. В декабре 1942 года к востоку от села произошло одно из самых кровопролитных сражений на территории КБАССР и Кавказа — Битва на Курпских высотах, в ходе которого немецкие войска были остановлены и началось масштабное освобождение КБАССР от фашистских захватчиков. В память о павших в боях при освобождении села и сельчан погибших на фронтах войны, в селе установлены памятники.
В 1963 году в ходе преобразований в муниципальных районах КБАССР, селу административно было подчинено ниже лежащее поселение Заводское.

## Население
| 2002 | 2010  | 2021  |
| ---- | ----- | ----- |
| 2685 | ↘2661 | ↗2739 |

Национальный состав
По данным Всероссийской переписи населения 2002 года, 100 % населения села составляли кабардинцы.

По данным Всероссийской переписи населения 2021 года:
| Народ               | Численность, чел. | Доля от всего населения, % |
| ------------------- | ----------------- | -------------------------- |
| кабардинцы          | 2 688             | 98,14 %                    |
| черкесы             | 19                | 0,69 %                     |
| другие / не указано | 32                | 1,17 %                     |
| всего               | 2 739             | 100,0 %                    |

Поло-возрастной состав
По данным Всероссийской переписи населения 2010 года:
| Возраст     | Мужчины, чел. | Женщины, чел. | Общая численность, чел. | Доля от всего населения, % |
| ----------- | ------------- | ------------- | ----------------------- | -------------------------- |
| 0 — 14 лет  | 294           | 265           | 559                     | 21,0 %                     |
| 15 — 59 лет | 867           | 888           | 1 755                   | 66,0 %                     |
| от 60 лет   | 132           | 215           | 347                     | 13,0 %                     |
| Всего       | 1 293         | 1 368         | 2 661                   | 100,0 %                    |

Мужчины — 1 293 чел. (48,6 %). Женщины — 1 368 чел. (51,4 %).
Средний возраст населения — 33,7 лет. Медианный возраст населения — 30,6 лет.
Средний возраст мужчин — 32,1 лет. Медианный возраст мужчин — 29,6 лет.
Средний возраст женщин — 35,3 лет. Медианный возраст женщин — 32,0 лет.

## Образование
- Средняя общеобразовательная школа № 1 — ул. Керефова, 27.
- Начальная школа Детский сад № 1 — ул. Ленина, 92.
- Детско-юношеская спортивная школа — ул. Ленина, 31.

## Здравоохранение
- Участковая больница — ул. Ленина, 27.

## Ислам
В селе до 2024 года действовала одна мечеть, а в 2025 года в центре села построили 2 мечеть.

## Культура
- Дом культуры

Общественно-политические организации:
- Адыгэ Хасэ
- Совет ветеранов труда и войны

## Музей
На территории села расположен «Историко-революционный музей». Он состоит из двух основных разделов.
В первом представлены архивные и подлинные фотодокументальные материалы, которые рассказывают об истории одной из двух исторических областей кабардинцев — Малой Кабарде (Джылахъстэней), которая в своё время включала в себя территории нынешних Терского и отчасти Лескенского районов КБР, а также Моздокский район Северной Осетии, и некоторые другие земли. В нём также широко представлены предметы быта кабардинцев XIX — начало XX веков.
Во втором представлена деятельность одного из революционеров Северного Кавказа — Карашаева Хажумара Таловича. В экспозиции нашли отражение и одно из самых кровопролитных сражений на территории Кабардино-Балкарии — бои на Курпских высотах в 1942 году.

## Экономика
Основу экономики села составляет сельское хозяйство. Наибольшее развитие получили выращивание сельскохозяйственных технических культур. В недрах земли имеется большой запас глины для производства кирпича и черепицы.

## Улицы
| Бесланеева   |
| Горького     |
| Джанибекова  |
| Дзержинского |
| Кабардинская |
| Калинина     |
| Калмыкова    |
| Канкошева    |
| Карашаева    |

| Керефова      |
| Кирова        |
| Кишева        |
| Колхозная     |
| Комсомольское |
| Ленина        |
| Ногмова       |
| Октябрьская   |
| Орджоникидзе  |

| Первомайская  |
| Пушкина       |
| Революционная |
| Степная       |
| Толстого      |
| Фанзиева      |
| Шогенцукова   |
| Южная         |

## Известные жители
- Карашаев Хажумар Талович (1875—1927) — революционер, партийный и государственный деятель Кабардино-Балкарри в 1920-х.
- Канцалиев Леон Борисович (1937—2012) — профессор, доктор медицинских наук.
- Керефов Камбулат Наурузович (1912—1999) — профессор, доктор сельскохозяйственных наук. Ректор КБГУ в 1965—1973 годах.
- Фиапшев Борис Хамзетович (1936) — профессор, доктор почвоведения.
- Емузова Нина Гузеровна (1958) — министр образования и науки Кабардино-Балкарии.
- Астемиров Докшуко Исламгиреевич (1872 — ?) — поручик (1917), полный Георгиевский кавалер[10].

## Примечание
1. 1 2  Итоги Всероссийской переписи населения 2020 года (по состоянию на 1 октября 2021 года)
2. ↑  Портал правительство КБР. Дата обращения: 22 января 2012. Архивировано 24 мая 2014 года.
3. ↑  Численность населения Кабардино-Балкарской Республики по сельским населённым пунктам по итогам ВПН-2002
4. ↑  Численность населения КБР в разрезе населённых пунктов по итогам Всероссийской переписи населения 2010 года
5. ↑  Коряков Ю. Б.. База данных «Этно-языковой состав населённых пунктов России». Дата обращения: 3 января 2020. Архивировано 27 марта 2020 года.
6. ↑  Итоги Всероссийской переписи населения 2020 года. Том 5. Национальный состав и владение языками. Таблица 1. Национальный состав населения Кабардино-Балкарской Республики, городских округов и муниципальных районов. Дата обращения: 9 октября 2023. Архивировано 16 октября 2023 года.
7. ↑  База микроданных Всероссийской переписи населения 2010 года. Дата обращения: 15 ноября 2015. Архивировано из оригинала 9 июня 2014 года.
8. ↑  Численность населения КБР по итогам Всероссийской переписи населения 2010 года. Дата обращения: 20 ноября 2016. Архивировано из оригинала 24 июня 2016 года.
9. ↑  Историко-революционный музей с. Верхний Акбаш. Дата обращения: 22 января 2012. Архивировано 23 июня 2013 года.
10. ↑  Кабардинцы и балкарцы в составе Кабардинского конного полка в Первой мировой войне 1914—1918 гг. / сост., автор комментариев О. Л. Опрышко. — Нальчик: Издательский отдел КБИГИ, 2014. — С. 187. — ISBN 978-5-91766-093-6. Архивировано 30 октября 2020 года.